# Coliiformes
Coliiformes é uma ordem de aves, que representada actualmente pela família Coliidae e suas seis espécies, classifcadas em dois géneros. O grupo inclui os rabos de junco, aves de pequeno porte, nativas de África, caracterizadas por uma cauda longa e pela morfologia das patas traseiras. Os coliiformes distinguem-se das restantes aves pela capacidade de inverter a orientação do primeiro e quarto dedo.
Os coliiformes surgiram no Eocénico há 55 milhões de anos.

## Classificação
Família Coliidae
- Subfamília Coliinae
  - Gênero Colius Brisson, 1760
    - Rabo-de-junco-de-cabeça-branca, Colius colius (Linnaeus, 1766)
    - Rabo-de-junco-estriado, Colius striatus Gmelin, 1789
    - Rabo-de-junco-de-dorso-vermelho, Colius castanotus Verreaux e Verreaux, 1855
    - Rabo-de-junco-de-cabeça-branca, Colius leucocephalus Reichenow, 1879
- Subfamília Urocoliinae
  - Gênero Urocolius Bonaparte, 1854
    - Rabo-de-junco-de-faces-vermelhas, Urocolius indicus (Latham, 1790)
    - Rabo-de-junco-de-nuca-azul, Urocolius macrourus (Linnaeus, 1766)